# Elaphoglossum rupestre
Elaphoglossum rupestre là một loài thực vật có mạch trong họ Lomariopsidaceae. Loài này được (H. Karst.) H. Christ mô tả khoa học đầu tiên năm 1905.